# Switch Girl!! 2 (phim truyền hình)
Switch Girl!! 2 (スイッチガール！！2 Suitchi Gāru!! 2) là bộ phim truyền hình Nhật Bản ra mắt vào cuối năm 2012, dựa trên bộ truyện tranh cùng tên của nữ tác giả Aida Natsumi. Bộ phim là phần tiếp theo của sê-ri phim truyền hình Switch Girl!! ra mắt ở Nhật Bản vào cuối năm 2011. Bộ phim được phát trên đài Fuji TV Two từ ngày 7 tháng 12 năm 2012 đến khi kết thúc vào ngày 25 tháng 1 năm 2013.

## Nội dung
Sau nhiều biến cố, cuối cùng, Nika và Arata đã đến được với nhau. Với vẻ ngoài cuốn hút và thành tích học tập xuất sắc, họ nhanh chóng trở thành cặp đôi hot nhất trường. Trong phần 2, Nika và Arata sẽ bước vào giai đoạn tìm hiểu nhau, và cố gắng đưa mối quan hệ của họ nâng lên một bậc. Bên cạnh đó, họ sẽ cùng nhau giúp đỡ bạn bè thoát khỏi âm mưu của những thế lực đen tối bên trong xã hội Nhật Bản. Trải qua nhiều cuộc phiêu lưu kỳ thú với các bạn cùng lớp, liệu Nika sẽ giữ được bí mật về chế độ OFF của mình đến bao lâu?

## Diễn viên

### Diễn viên chính
- Nishiuchi Mariya vai Tamiya Nika

Một cô nàng Switch Girl chính hiệu. Ở chế độ ON, cô là một học sinh trung học xinh đẹp và sành điệu. Nhưng khi về đến nhà, chế độ OFF của cô lại được bật lên, và Nika lúc này trở thành một cô gái luộm thuộm và nhếch nhác. Với cá tính năng động và sẵn sàng giúp đỡ cho người khác, Nika đã dần phải để lộ chế độ OFF của mình trước mọi người.
- Kiriyama Renn vai Kamiyama Arata

Một nam sinh mới chuyển đến khu chung cư nơi Nika ở, đồng thời cũng trở thành bạn học mới của cô ở trường. Sau nhiều chuyện xảy ra, Arata dần trở nên thân thiết với Nika. Nhưng với tính cách trầm lặng, ít nói, anh đã gặp không ít khó khăn trong việc bày tỏ tình cảm của mình với Nika.

### Diễn viên phụ
- Sakata Rikako vai Ninohara/Nino

Bạn thân từ hồi mẫu giáo của Nika. Trước khi Arata đến, cô là người duy nhất biết được chế độ OFF của Nika.
- Jinnai Shō vai Hirota Masamune

Học sinh trường Shibu. Sau màn tỏ tình thất bại với Nika ở phần trước, Masamune trở thành bạn thân của cô. Anh giúp cô lập ra kế hoạch để biết được tình cảm thực sự của Arata. Sau này, anh có tình cảm với Nino.
- Okamoto Anri vai Jogasaki Reika/Khỉ Chúa

Người luôn đối đầu và hay bày trò với Nika vì ghen tị. Cô có tình cảm với giáo viên môn mỹ thuật, Someya Keiji nhưng không được đáp lại.
- Shinohara Tsugumi vai Kizaki Meika
- Kumabe Yōhei vai Kimoto Masaru (bạn học của Nika)
- Akiyama Shintarō vai Someya Keiji (giáo viên môn mỹ thuật)
- Shiho vai Midou Runa
- Hoshino Sonomi vai Tamiya Chizuru (mẹ của Nika)
- Ikezawa Ayaka vai Tamiya Rika (chị của Nika)
- Nakabeppu Aoi vai Nitou (quản lý cửa hàng thức ăn nhanh)
- Nozoe Yoshihiro vai Aida (chủ cửa hàng thức ăn nhanh kiêm chủ khách sạn)

### Khách mời
- Sano Kazuma vai Minato (nhân viên tiệm làm tóc) (tập 6,7,8)
- Miura Riki vai Kurosawa (chủ tiệm làm tóc) (tập 6,7,8)
- Kagimoto Akira vai Zen (tập 4,5,6)

## Danh sách các tập phim
| Tập | Ngày phát sóng (Fuji TV Two) | Ngày phát sóng (Fuji TV) | Nội dung |
| --- | ---------------------------- | ------------------------ | --- |
| 1   | 7 tháng 12 năm 2012          | 2 tháng 4 năm 2013       | Arata tặng Nika một chiếc nhẫn làm quà sinh nhật lần thứ 17. Nika muốn nhân dịp này nâng mối quan hệ giữa cô và Arata lên một bậc. |
| 2   | 14 tháng 12 năm 2012         | 2 tháng 4 năm 2013       | Kẻ thù mới, một Switch Girl khác đã xuất hiện tại chỗ làm thêm của Nika và Arata.                                                  |
| 3   | 21 tháng 12 năm 2012         | 3 tháng 4 năm 2013       | Bộ mặt thật của Nitou bị vạch trần. Nika bị bắt cóc.                                                                               |
| 4   | 28 tháng 12 năm 2012         | 3 tháng 4 năm 2013       | Xác định bọn bắt cóc là người của băng Black Nail, một kế hoạch đã được lập ra để giải cứu Nika.                                   |
| 5   | 4 tháng 1 năm 2013           | 4 tháng 4 năm 2013       | Kế hoạch giải cứu và triệt hạ băng Black Nail thành công.                                                                          |
| 6   | 11 tháng 1 năm 2013          | 4 tháng 4 năm 2013       | Nika và Masamune lên kế hoạch đi tắm suối nước nóng để bồi dưỡng tình cảm với Arata và Nino. Nika bất ngờ được Kurosawa tỏ tình.   |
| 7   | 18 tháng 1 năm 2013          | 5 tháng 4 năm 2013       | Nika rơi vào bẫy của Kurosawa. |
| 8   | 25 tháng 1 năm 2013          | 5 tháng 4 năm 2013       | Âm mưu của Kurosawa bị bại lộ. Nika biết rõ tình cảm thực sự Arata dành cho mình.                                                  |